# Zagożdżonka
Zagożdżonka (Łacha) – rzeka, lewy dopływ Wisły o długości 46,21 km i powierzchni dorzecza 568,5 km². 
Rzeka wypływa pod wsią Czarna i płynie przez Puszczę Kozienicką. Przepływa przez Pionki i Kozienice. Uchodzi do Wisły w Świerżach Górnych. Jej lewymi dopływami są Czarna, Pianka, Żurawnik i Brzeźniczka, a prawymi Mirenka (Mireń), Trupień, Studzionek, i Kanał Gniewoszowsko – Kozienicki.
Nazwa wzięła się od osady młynarskiej Zagożdżon. Już w średniowieczu Zagożdżonka wykorzystywana była jako źródło energii. Znajdowały się tu liczne młyny i tartaki. Jeszcze w pierwszych latach powojennych pracowało na niej kilkanaście młynów. Energia spadku jej wód napędzała hamernię. W tym celu około 1781 roku przekopano kanał z Kociołek do Kozienic i zmieniono jej bieg (pierwotnie rzeka płynęła od Kociołek przez Śmietanki do Janikowa. Pozostałością jej starego koryta jest zabagniona dolinka, ciągnąca się od młyna w Kociołkach do młyna w Śmietankach.
Atrakcją przyrodniczą tej rzeki jest m.in. bóbr europejski. W 1224 roku Leszek Biały przyznał biskupowi Iwonowi prawo łowienia bobrów na rzece Czarnej (Zagożdżonka). Na skutek polowań i zmiany środowiska bóbr wyginął na terenie Puszczy Kozienickiej pod koniec XVIII wieku. W dniu 24 listopada 1991 roku bobry zostały sprowadzone ponownie (reintrodukowane) na teren Puszczy Kozienickiej i objęte ochroną. Bobry zaaklimatyzowały się i znajdując dogodne warunki do rozrodu sukcesywnie zasiedliły około 15-kilometrowy odcinek rzeki.